# تقاطع ثلاثي

التقاطع الثلاثي أو نقطة الاتصال الثلاثية (بالإنجليزية: Triple junction)‏، هي النقطة التي تلتقي فيها ثلاثة صفائح تكتونية، وعند نقطة التقاطع تكون الحدود الثلاثة هي الظهر ووالخندق والصدع التحويلي، وقد تتشابه هذه الحدود مع بعضها (كأن تكون الحدود جميعها صدوع تحويلية على سبيل المثال).

## انظرأيضاً
- تمدد قاع البحر